# Rezerwat przyrody Promenada
Rezerwat przyrody Promenada – leśny rezerwat przyrody położony w gminie Rogoźno, powiecie obornickim (województwo wielkopolskie). Znajduje się na prawym brzegu rzeki Wełny, na północ od wsi Wełna, na terenie Nadleśnictwa Oborniki. Stanowi wschodnią, zdziczałą część dawnego parku pałacowego w Wełnie z drugiej połowy XVIII wieku.

## Przyroda
Powierzchnia: 4,41 ha. Utworzony w 1987 roku w celu ochrony środkowoeuropejskiego grądu (zespół Galio silvatici-Carpinetym) z okazałymi dębami. Teren rezerwatu porasta stary las dębowo-grabowy, z okazałymi egzemplarzami dębów (do 200 lat, obwód do 7 metrów, np. dąb szypułkowy o obwodzie 730 cm, będący pomnikiem przyrody) i klonów polnych (obwód do 2 metrów). W runie występują m.in.: kokorycz pusta (wiosną kwitnąca całymi łanami), ziarnopłon wiosenny, złoć żółta, miodunka ćma, tojeść rozesłana, dąbrówka rozłogowa, cieciorka pstra, przytulia leśna, kokoryczka wielokwiatowa, kłokoczka południowa i pyleńce. Szczególnie rzadkie są przestęp dwupienny i cieciorka pstra. Grzyby reprezentowane są przez ozorka dębowego i szmaciaka gałęzistego. Faunę reprezentują m.in.: motyle – rusałka pokrzywnik, kraśnik sześcioplamek, wojsiłka pospolita i rynnica topolowa. Bogata jest także fauna ptaków śpiewających. Z innych ptaków warto wymienić m.in. gągoła, kobuza, puszczyka i dzięcioła zielonego.

## Podstawa prawna
- Zarządzenie Ministra Ochrony Środowiska i Zasobów Naturalnych z dnia 12 sierpnia 1987 r. w sprawie uznania za rezerwat przyrody (M. P. z 1987 r. Nr 28, Poz. 222)
- Obwieszczenie Wojewody Wielkopolskiego z dn. 4.10.2001 r. w sprawie ogłoszenia wykazu rezerwatów przyrody utworzonych do dn. 31.12.1998 r.
- Zarządzenie nr 1/13 Regionalnego Dyrektora Środowiska w Poznaniu z dnia 8 maja 2013 r. w sprawie rezerwatu przyrody „Promenada”

## Galeria

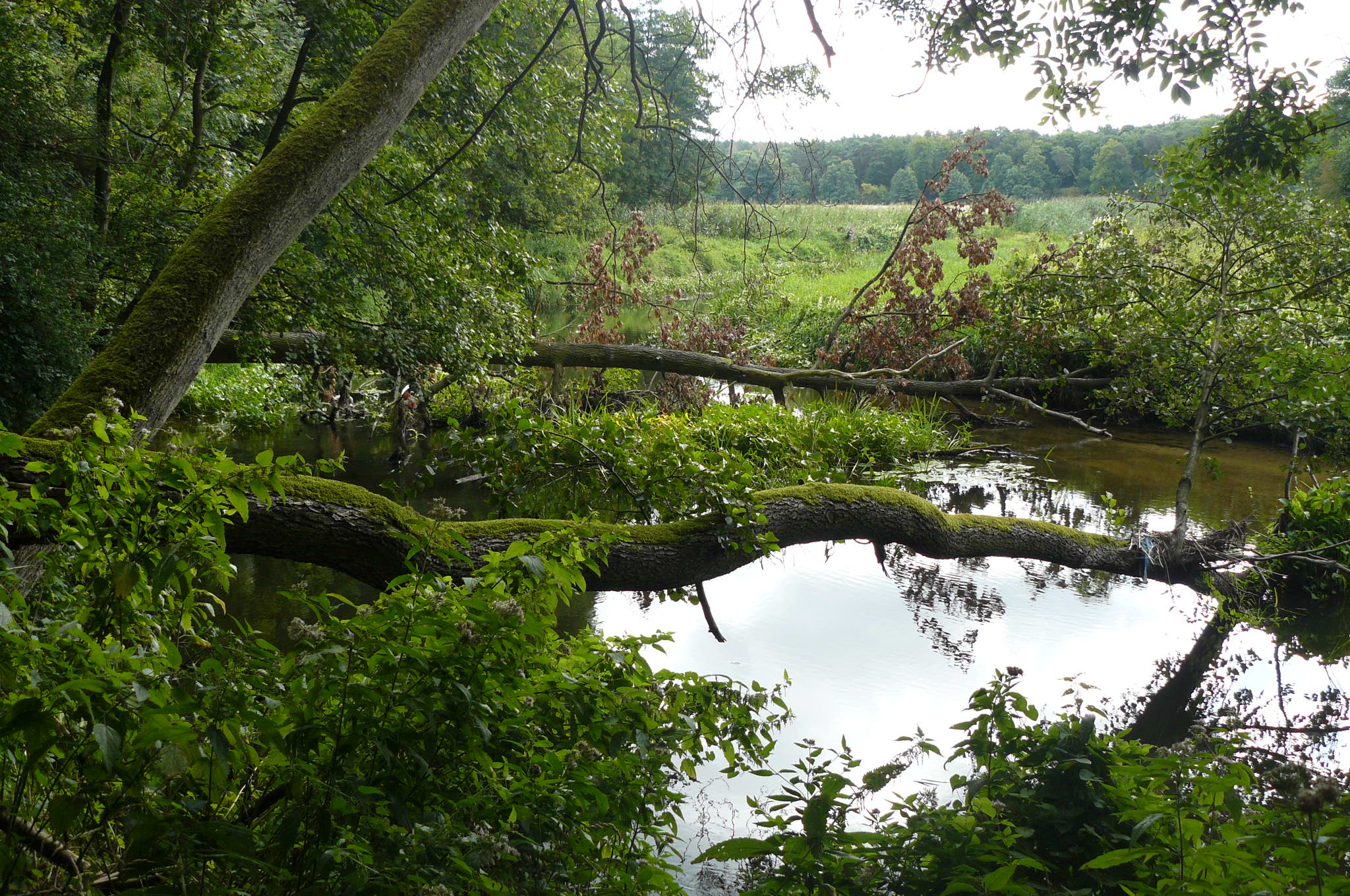
Wełna w rezerwacie
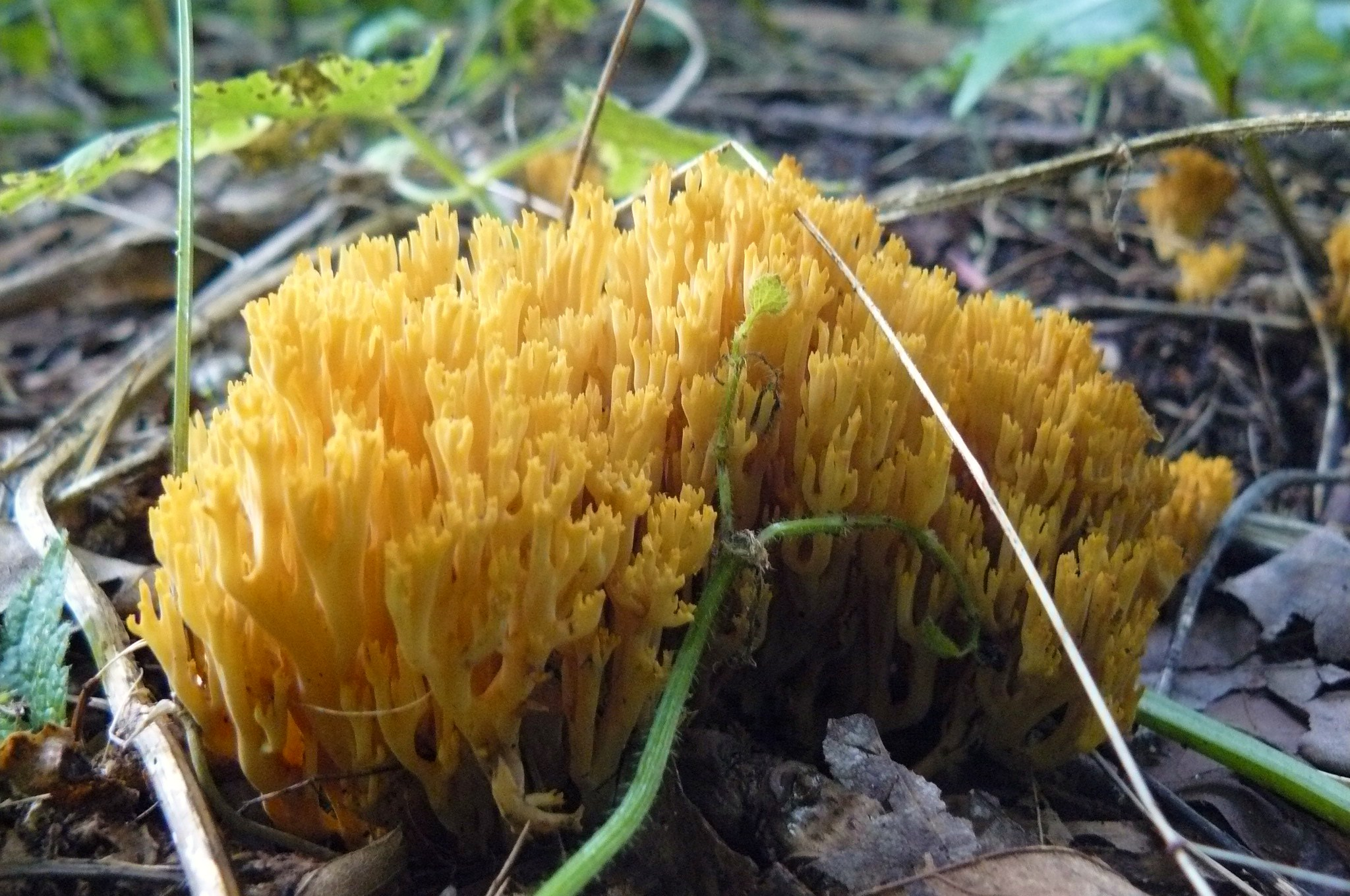
Koralówka
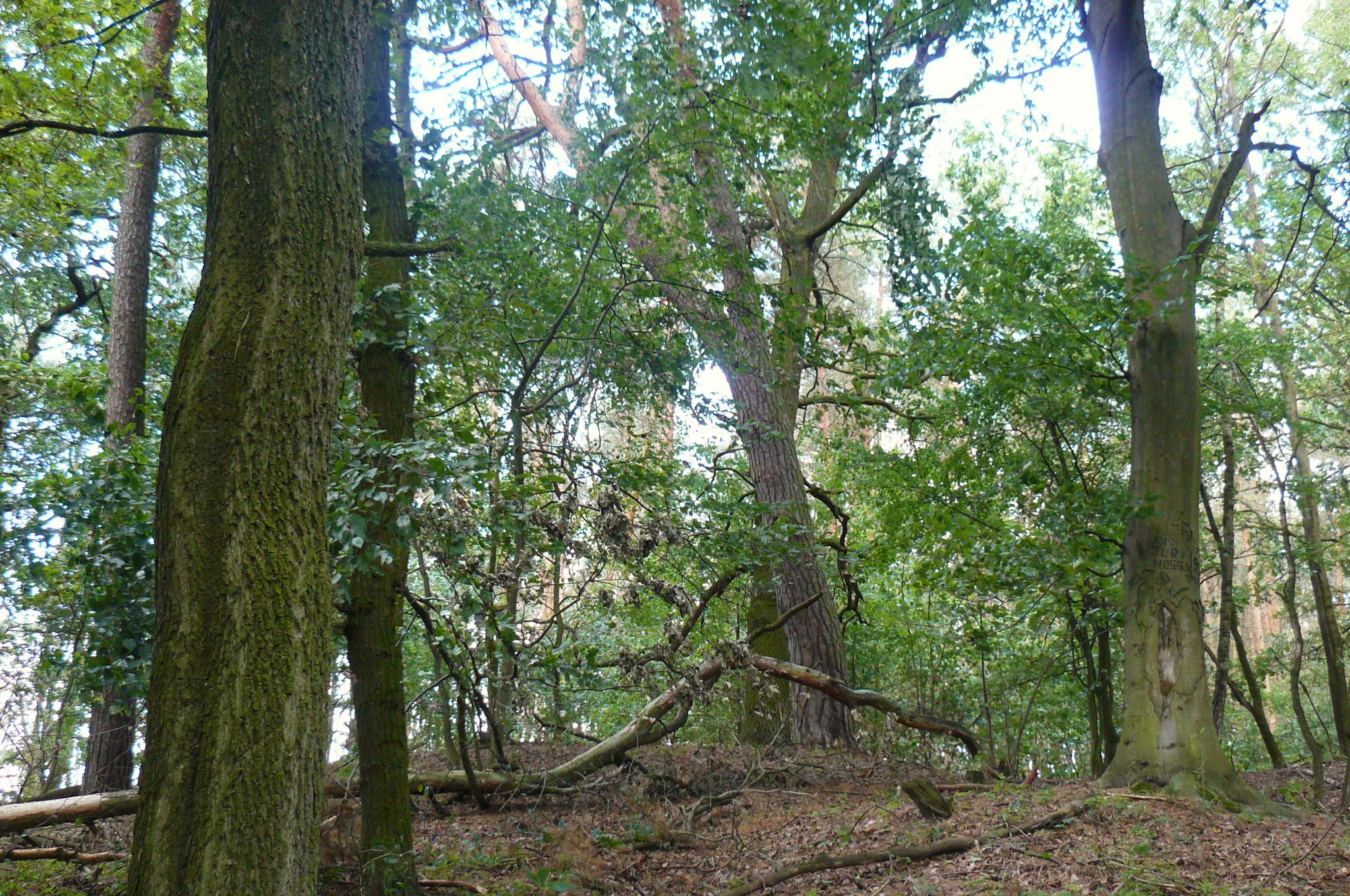
Drzewostan